# Servicio Hidrográfico y Oceanográfico de la Armada de Chile
El Servicio Hidrográfico y Oceanográfico de la Armada de Chile, es un organismo público que tiene como misión proporcionar los elementos técnicos y las informaciones y asistencia técnica destinadas a dar seguridad a la navegación en el mar territorial chileno. Así mismo, constituye el servicio oficial, técnico y permanente del Estado, en todo lo que se refiere a Hidrografía, etc.

## Creación

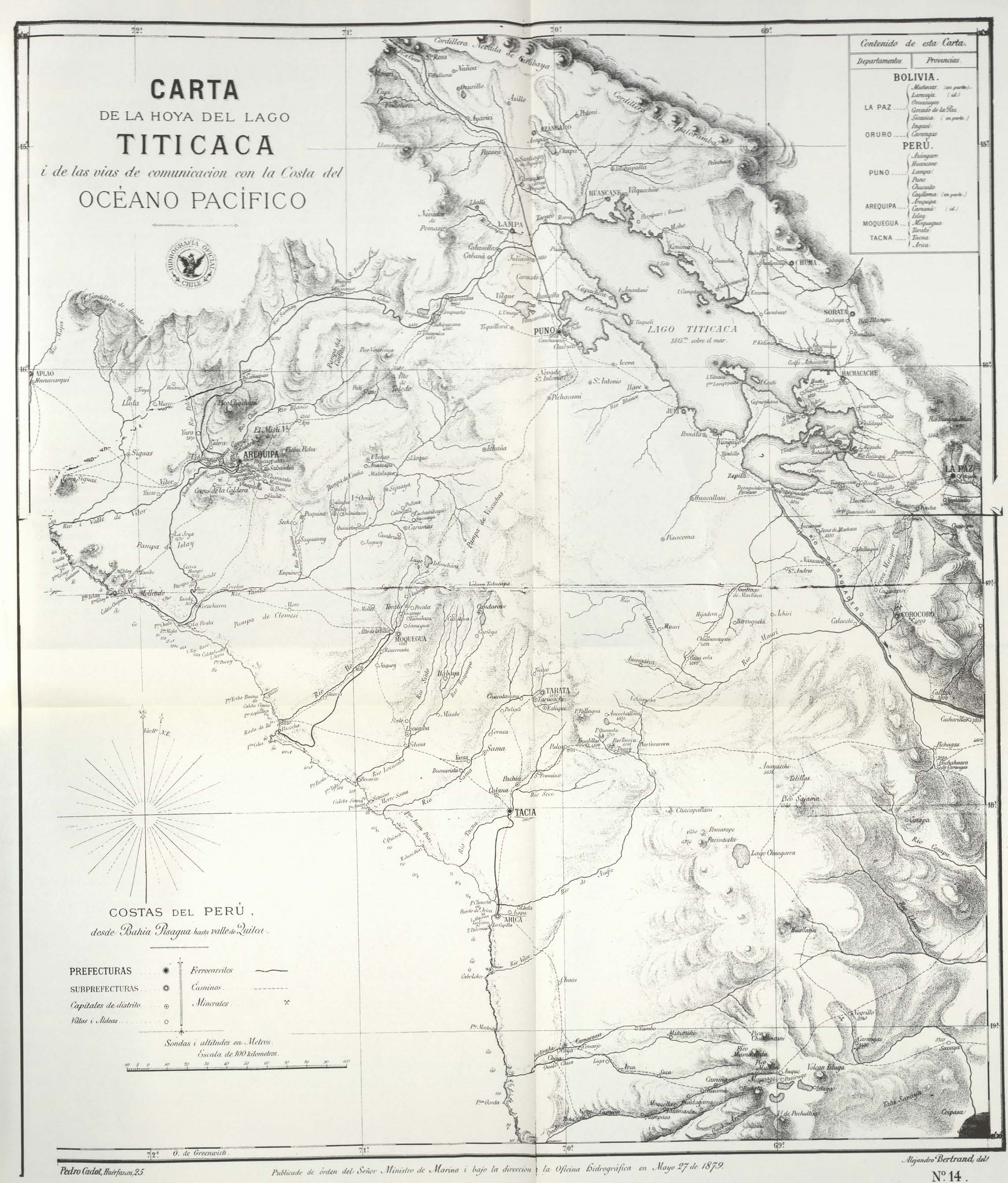
Mapa creado por Alejandro Bertrand de la zona comprendida entre Arequipa, La Paz y Pisagua, publicada el 27 de mayo de 1879 por la "Oficina Hidrográfica".

El 1 de mayo de 1874, el decreto supremo N.º 329, firmado por el presidente de la República don Federico Errázuriz Zañartu y su Ministro de Marina don Aníbal Pinto Garmendia, crea la Oficina Hidrográfica; entidad encargada de dirigir la publicación de las cartas náuticas del país y de su distribución entre los buques de la Armada y las oficinas marítimas.
Como Director fue designado el insigne hidrógrafo, Capitán de Fragata Graduado don Francisco Vidal Gormaz, por sus relevantes condiciones de hidrógrafo, geógrafo, astrónomo y fecundo escritor, quien asumió la responsabilidad de materializar y cumplir las diversas disposiciones que fijaba su primer y reciente creado reglamento.

## Primeras actividades

### Noticias Hidrográficas
El 15 de mayo de 1874, se publica el primer número de las “Noticias Hidrográficas”, destinado a dar a conocer a los navegantes, las novedades hidrográficas de las costas del país y de aquellas extranjeras más frecuentadas por los buques nacionales o por los que transitaban por nuestras costas. Este primer número de las “Noticias Hidrográficas” se hizo circular por todas las Oficinas congéneres de Europa y América, acompañándolo de solicitudes de canje, las cuales fueron atendidas por Brasil, Uruguay, Argentina, Francia, Alemania, Austria, Holanda, Inglaterra, España, Italia, isla de Java y Estados Unidos.
La publicación de estas “Noticias Hidrográficas” ha sido una tarea ininterrumpida de este organismo desde su creación a la fecha; en la actualidad, es publicado mensualmente bajo el nombre de “Boletín de Noticias a los Navegantes”.

### Publicaciones
El mismo año de la creación de la Oficina, se daba comienzo, según lo disponía su reglamento orgánico, a la preparación del primer tomo del Anuario Hidrográfico, que salió a la luz pública en el mes de enero de 1875. Este primer volumen estuvo compuesto por 469 páginas, incluyendo además 12 cartas y planos y circuló profusamente por Europa y América iniciando el canje con los organismos congéneres.
A mediados de 1875, se edita el "Manual de Hidrografía Práctica", trabajo realizado por el Teniente Primero Graduado don Luis Uribe Orrego, el cual fue el primer texto de hidrografía de autoría nacional. Ese mismo año, el Teniente Uribe desempeñó una comisión hidrográfica en las costas de Aconcagua, entre la caleta de Maitencillo de Puchuncaví y la quebrada del Negro, trabajo que junto a otros, fueron premiados en la Exposición Internacional de Santiago de 1875.

### Primeras Cartas Náuticas
En febrero de 1875, comienzan a salir a la venta en Valparaíso las dos primeras cartas numeradas por la Oficina, en orden cronológico y con la leyenda: “Publicado de orden del señor Ministro de Marina i bajo la dirección de la Oficina Hidrográfica. Diciembre 1874”, ambas fueron impresas en la “Litografía Cadot y Brandt” de Santiago. Se trata de dos planos levantados bajo el mando de los hermanos Vidal Gormaz:
- N.º 1. "Plano del Río Maullín y sus tributarios”. Formado por la Comisión exploradora de Chiloé y Llanquihue, bajo la dirección del Capitán Graduado de Fragata don Francisco Vidal Gormaz, en 1874.
- N.º 2.A. “Plano de la isla San Félix” del levantamiento realizado por los Oficiales de la Goleta “Covadonga” al mando del Capitán de Corbeta don Ramón Vidal Gormaz, en 1874”

## Reorganización de la Oficina
A fines de la década de su creación, la Oficina desarrollaba una gran actividad, ejecutándose un promedio de nueve trabajos anuales y cubriendo con exploraciones y levantamientos prácticamente todo el litoral, desde Atacama a Magallanes, además de las islas esporádicas.
No obstante, en 1879, con la Guerra del Pacífico, la Oficina abandona sus tareas primordiales para redactar instrucciones, derroteros y descripciones geográficas de las regiones en que debía operar el Ejército chileno en campaña. 
Por Ley publicada el 1 º de febrero de 1888 y firmada por el presidente don Manuel Balmaceda, catorce años después de su creación, se procede a reorganizar la Oficina Hidrográfica, dividiéndola en dos secciones: Hidrografía y Cartografía.
En virtud de lo anterior, aumenta significativamente su dotación, quedando con una fuerza efectiva compuesta por dos Oficiales, seis Empleados Civiles y dos Auxiliares. Además de los Obreros especializados que llegasen a ser necesarios para el taller de grabados.
La Revolución del año 1891 vuelve a interrumpir la actividad de la Oficina, situación que así es descrita en la Memoria de Marina del año 1892: “Los acontecimientos políticos de 1891 perturbaron notablemente la marcha de la Oficina Hidrográfica i ocasionaron al Estado pérdidas considerables.”
Entre las cuales cabe destacar la sufrida por el Taller Gráfico de la Oficina, cuya maquinaria fuera destruida durante el saqueo del sábado 29 de agosto de 1891; así como la pérdida de material histórico irrecuperable y al cese de funciones a que fue llamado su Director y Subdirector.
En esta convulsionada década de fines del siglo XIX, la Oficina vuelve poco a poco a su ritmo, desarrollando paralelamente a las funciones que les son propias, nuevas iniciativas relacionadas con el campo de la Oceanografía y Meteorología, al disponer que en todo el litoral se haga y consignen observaciones acerca de las bravezas de mar y al estudiar un sistema uniforme en los buques de la Armada para efectuar las observaciones meteorológicas. El ritmo de las exploraciones y levantamientos hidrográficos, no vuelve a alcanzar la media de nueve trabajos por año hasta fines de siglo.

## Los inicios de la investigación oceanográfica en la Armada de Chile

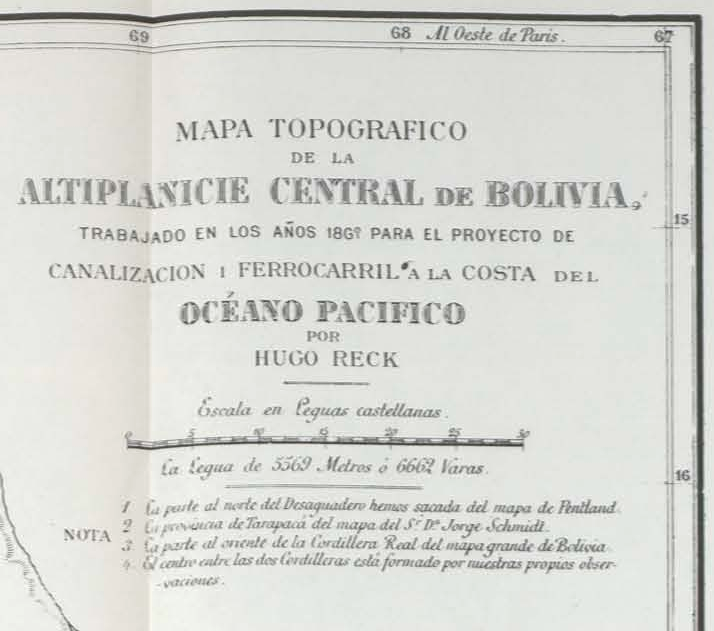
Detalle con las explicaciones de un :Archivo:Mapa topografico de la altiplanicie central de bolivia.png publicado en 1879: donde se obtuvo la información, la escala, la conversión leguas, metros, varas y por último las latitudes se refieren al meridiano de París, no de Greenwich.

Desde el primer trabajo hidrográfico en 1834, la Armada comenzó el estudio oceanográfico de nuestras aguas. En sus inicios en forma muy restringida y sin otro propósito que no fuera obtener información para complementar las cartas de navegación. Estos estudios consistían fundamentalmente en observaciones de mareas de corto período, batimetría del fondo marino, estudio local de corrientes y temperaturas superficiales, observaciones del compartimiento de las barras de los ríos en su desembocadura y bravezas del mar.
Más tarde, a contar de 1877, comienzan a publicarse en los Anuarios Hidrográficos una serie de estudios del ingeniero hidráulico francés Alfredo Léveque, quien en 1875, era el jefe de la Oficina Hidráulica de la Marina, y cuyo objetivo era estudiar nuestro litoral y sus principales puertos para evaluar sus características como puertos militares y comerciales. Por su parte, el Comandante Vidal Gormaz, en su cargo de Director de la Oficina Hidrográfica, también publica en 1878 un trabajo titulado “Algunos datos relativos al terremoto del 9 de mayo de 1877 y las agitaciones del mar y de otros fenómenos ocurridos sobre las costas occidentales de Sudamérica”, donde menciona algunas de las características de las ondas sísmicas en el océano.
Finalmente, en octubre de 1896, el crucero “Presidente Pinto”, a bordo del cual se encontraba en comisión el entonces Director de la Oficina, Capitán de Fragata don Federico Chaigneau, efectúa un importante descubrimiento para la oceanografía física: el cordón submarino del archipiélago de Juan Fernández e islas San Félix y San Ambrosio, el cual puede considerarse el primer crucero oceanográfico realizado por la Armada de Chile.

## La Oficina Hidrográfica se instala en Valparaíso
En 1898, la Oficina Hidrográfica fue trasladada a Valparaíso, a unas dependencias provisorias, ubicadas en un edificio cercano al antiguo muelle Prat, donde estaban instalados la Gobernación Marítima de Valparaíso, la Biblioteca de Marina y el Círculo Naval.
Dada su estrecha relación, a fines del mismo año, la Oficina toma el control de la Oficina de Cartas e Instrumentos Náuticos, que se traslada al mismo edificio.
Lo anterior, hace que este organismo, aún en cierne, experimente uno de los primeros cambios en su orgánica, al incorporar la sección cartas e instrumentos, y oficializar la inclusión del taller de grabados, creado en 1892, a la sección cartografía.

## La Oficina se ubica en Playa Ancha
El terremoto de 1906 hizo imperativo la búsqueda de un asentamiento definitivo para la Oficina. Finalmente, se encontró una propiedad que fue calificada inicialmente como “poco satisfactoria por su ubicación; con un edificio no tan espacioso, pero con bastante terreno para extender la edificación en la forma que los servicios de la Oficina lo necesiten”. Lo cual se realizó, con la construcción de un gran pabellón ampliamente iluminado para los talleres de grabado, las salas de dibujo y la sala de máquinas y prensas; otro pabellón más pequeño, recibió al taller fotográfico y de trabajos heliográficos en general.
Se trataba de una construcción de color blanco que había sido de propiedad del acaudalado comerciante porteño y político, don Daniel A. Espejo, quien la mandó a edificar a comienzos del año 1900, en terrenos de su propiedad, que se encontraban ubicados en la antigua Población Bueras de Playa Ancha, en la calle Segunda Norte, actual Federico Errázuriz Echaurren.
Por la fastuosidad de su construcción, en donde destacan su tradicional estilo inglés, con columnas corintias y artesonado con ángeles, la casona fue conocida como “Palacio Espejo”, siendo una de las primeras en contar con un sistema de calefacción central.
Con fecha 11 de junio de 1908, SE el presidente de la República, don Pedro Montt, firmó el Decreto Supremo del Ministerio de Marina N.º 988, autorizando al Director del Tesoro, en representación del Fisco, a suscribir un contrato de compraventa ad referéndum, por la propiedad de don Daniel A. Espejo, para instalar en ella la Oficina Hidrográfica de la Marina, mientras se concedían los fondos necesarios y se obtenía la autorización legal respectiva. Los primeros días de agosto del mismo año, la Oficina Hidrográfica se trasladó a la nueva propiedad, publicándose la noticia en el Boletín N.º 33 de los Avisos a los Navegantes.

## Chile concurre a la formación de la Oficina Hidrográfica Internacional (OHI)
La cooperación internacional en el campo de la Hidrografía se inició con la conferencia celebrada en Washington en 1899, seguida de otras dos reuniones en San Petersburgo, en 1908 y 1912.
En 1919, veinticuatro naciones se reunieron en Londres para una Conferencia Hidrográfica, en la que se decidió que un órgano permanente debería ser creado. Asistió como delegado por Chile el Capitán de Fragata don Francisco Merino, Adicto Naval de Chile en Londres. El Bureau Hidrográfico
Internacional resultante comenzó su actividad en 1921 con dieciocho Estados miembros, entre ellos Chile.
Por invitación del S.A.S. Príncipe Alberto I de Mónaco, marino y científico, la Oficina Hidrográfica Internacional tuvo como sede el Principado de Mónaco, donde se encuentra hasta el día de hoy gracias al apoyo constante y generoso de los sucesores del Príncipe.
Los Estados miembros iniciales fueron: Argentina, Bélgica, Brasil, Imperio británico (Reino Unido y Australia), Chile, China, Dinamarca, Francia, Grecia, Japón, Mónaco, Países Bajos, Noruega, Perú, Portugal, Siam (Tailandia), España y Suecia.
Posteriormente, se unieron Italia, Egipto y EE. UU a principios de 1922, aumentando el número de miembros a 22 Estados. Otros más se añadirían en los siguientes años.

## Se anexa la Estación Horaria
El 14 de mayo de 1902, por Decreto Supremo N.º 1519, se crea oficialmente la primera Estación Horaria de la Armada, dependiente de la Escuela Naval, empleando péndulos mecánicos “Seth Thomas”. En 1908, la antigua esfera negra de 1894, se continuaba utilizando, y se hacía coincidir con un disparo de cañón desde el Depósito de Marineros (Ex fuerte “Bueras”, actual cuartel “Silva Palma”).
El 1 de enero de 1910, se establece la hora estándar del meridiano 75° W (zona +5) como Hora Oficial de Chile. Se continúa empleando la señal de la esfera negra con algunas modificaciones a causa del terremoto de 1906.
En 1913, la Estación Horaria cambia de dependencia y es trasladada al nuevo edificio de la Oficina Hidrográfica; donde se destinó una sala convenientemente preparada para instalar en ella los péndulos y guardar los cronómetros.
En la antigua Escuela Naval solamente quedó la Señal Horaria o sea la bola que, comandada desde la Oficina por medio de una canalización eléctrica, caía a mediodía, tiempo medio del meridiano 75° W, zona horaria +5.
A partir del 1 de julio de 1916, se cambia la hora estándar y se adopta como Hora Oficial de Chile la del meridiano del Observatorio Astronómico de la Quinta Normal de Santiago.
El 1 de enero de 1918 se inicia la transmisión de la Señal Horaria por radiotelegrafía, a través de la Radio Estación Naval de Playa Ancha a las 01.00, Hora Media de Greenwich.
En agosto de 1927, por Decreto Supremo N.º 5.693 del 22 de agosto, se adoptaron dos horas diferentes: la Hora Oficial de invierno correspondiente al meridiano 75° W (zona +5) y la Hora Oficial de verano correspondiente al meridiano 60° W (zona +4).
El 12 de junio de 1931, se inaugura el sistema de péndulos eléctricos “Clemens Riefler” en combinación con un juego de péndulos mecánicos “Seth Thomas” y se envían los impulsos eléctricos a través de líneas telegráficas y telefónicas a la Radio Estación Naval y Radioemisoras comerciales.
Esta señal se transmitió con la precisión de un décimo de segundo. Como consecuencia del terremoto de 1906, el reloj de péndulo “Seth Thomas” fue aplastado y dañado. Esta situación duró hasta 1943, cuando fue restaurado totalmente en el Departamento de Navegación e Hidrografía, por el Jefe de la Sección Cronómetros Sr. Jorge Johnson U., quien fabricó la mayoría de las partes principales del mecanismo y participó en el armado junto con la calibración exacta de la amplitud angular del péndulo (isocronismo); en la calibración y correcto funcionamiento participó el cronometrista Sr. Gustavo García Hinojosa; el personal de la sección, confeccionó la caja que resguarda la maquinaria del reloj y en la regulación del peso del péndulo, la plomada y cambio de la velocidad de la oscilación del mismo. La esfera fue preparada y dibujada por los Empleados Civiles Emilio Toro Baesler y Luis Bastías Villalobos de la Sección Dibujo Cartográfico. En la actualidad, el reloj se conserva en funcionamiento junto a otras tres antiguas maquinarias que se exhiben en la estación horaria.
Por Decreto Supremo N.º 8777 del 17 de mayo de 1947, se cambia la hora estándar adoptándose como Hora Oficial la correspondiente al meridiano 60° W (Zona +4).

## La Oficina cambia su denominación
El constante avance de la ciencia hace que cada día sea más exigente la exactitud requerida para los trabajos hidrográficos, perfeccionándose los métodos y el instrumental empleado. Por Decreto Supremo del 31 de octubre de 1911, se aprueba el “Reglamento de especialidades para Jefes y Oficiales”, donde se indica que “los Oficiales de la Armada podrán obtener el título de especialistas en Artillería, Torpedos y Navegación, comprendiendo este último, la Hidrografía”.
Consecuencia de la fusión de las especialidades de Hidrografía y Navegación, por DS N.º 1.295 de fecha 23 de julio de 1917, cambia su denominación a Oficina de Hidrografía y Navegación.

## Especialidad de Navegación: los hitos de sus inicios
El 30 de noviembre de 1912, por Decreto Supremo N.º 256 del 22 de febrero de 1912, es nombrado el primer Oficial especialista en Navegación: el Teniente Primero don Ángel C. Ramírez Ossa, quien realizó sus estudios en la Escuela de Navegación de Portsmouth en Inglaterra, y cumplió un período práctico de embarco a bordo del HMS “Dryad”.
Al año siguiente y por Decreto Supremo del 15 de diciembre de 1913, es nombrado también especialista en navegación el Teniente Primero don Santiago H. Díaz Aburto y, finalmente, el 30 de marzo de 1917, también por Decreto Supremo, lo es, el Capitán de Corbeta, don Alejandro García Castelblanco. El nombramiento de estos Oficiales, se debió a su experiencia y conocimiento en navegación, por lo cual fueron designados profesores de determinadas asignaturas de los primeros cursos oficialmente realizados en la Armada de Chile.
El primer curso de navegación se inició en 1914, y hasta el año 1916, los cursos se efectuaron embarcados en la corbeta “General Baquedano”, fragata “Lautaro” y corbeta “Abtao”, sucesivamente. Todo esto lleva a la creación, en 1917, de la Escuela de Navegación dependiente de la Oficina de Hidrografía y Navegación y se da inicio al I Curso de navegación. Ese mismo año, el 13 de junio, se aprueba por DS el Reglamento de la Escuela de Navegación. La Escuela de Navegación dependió de la Oficina hasta el año 1956.
También desde 1917, pasa a depender de la Oficina el instrumental de navegación de los buques de la Armada, los que permanecen a su cargo hasta 1968.

## Una nueva denominación y varias dependencias
El 10 de diciembre, de 1927 por Decreto Supremo (M) 2.377, se aprueba el nuevo Reglamento Orgánico de la Armada que comienza a regir el 1° de enero de 1928 y por el cual la Oficina de Hidrografía y Navegación cambia su denominación a Departamento de Navegación e Hidrografía, y queda bajo la dependencia de la recientemente creada Dirección de Operaciones Navales, futuro Estado Mayor General de la Armada.
El año 1930, por DFL N.º 2.202 de fecha 30 de octubre, se reorganiza la Dirección del Territorio Marítimo, disponiéndose que el Departamento de Navegación e Hidrografía fuese agregado a su orgánica. Un lustro después, habiendo ya cambiado de nombre la Dirección del Territorio Marítimo por Dirección del Litoral y de Marina Mercante, por DS (M) N.º 1.686 de fecha 23 de septiembre de 1935, se incorpora a su orgánica el Departamento de Navegación e Hidrografía, conformado por las Secciones de Hidrografía, Navegación y Faros y Balizas.
Cabe destacar que en 1940, se promulga con fecha 26 de enero, la ley N.º 6.488, conocida como “Ley de Faros”, la que ordenaba consultar en la Ley de Presupuesto de la Nación, por el término de doce años, la cantidad de $ 9.000.000, destinados al balizamiento e iluminación del litoral, como asimismo para adquirir diferentes accesorios, consumos y artículos navales para efectuar el levantamiento hidrográfico definitivo del litoral y consecuentemente la preparación y confección de cartas náuticas, derroteros e instrucciones en general.
El año 1940, por DS (M) N.º 1.170 del 31 de julio, al reorganizarse los servicios de la Dirección del Litoral, el Departamento de Navegación e Hidrografía pasa a depender con sus tres secciones de la Dirección de Armamentos.
El año 1944 por DS (M) N.º 460 del 18 de marzo, la Sección Faros y Balizas pasa a depender de la Dirección del Litoral y de Marina Mercante, como Departamento de Señalización Marítima.
Finalmente, por DS (M) N.º 948 del 29 de mayo de 1945, vuelve el Departamento de Navegación e Hidrografía a depender de la Dirección del Litoral y de Marina Mercante.
| Denominación                                                | Cuerpos legales relacionados                                                    | Período         |
| ----------------------------------------------------------- | ------------------------------------------------------------------------------- | --------------- |
| Oficina Hidrográfica de la Marina Nacional                  | Decreto Supremo 329 de 1 de mayo de 1874.                                       | 1874/1917       |
| Oficina de Hidrografía y Navegación                         | Decreto Supremo 1295 de 23 de julio de 1917.                                    | 1917/1927       |
| Departamento de Navegación e Hidrografía de la Armada       | Decreto Supremo (M) 2377 de 10 de diciembre de 1927                             | 1927/1964       |
| Instituto Hidrográfico de la Armada                         | Reglamento Orgánico de la Armada aprobado por DS (M) 235 de 3 de marzo de 1964. | 1964/1968       |
| Instituto Hidrográfico de la Armada de Chile                | Ley 16771 de 16 de marzo de 1968.                                               | 1968/1990       |
| Servicio Hidrográfico y Oceanográfico de la Armada de Chile | Ley 19002 de 24 de octubre de 1990.                                             | 1990/a la fecha |

## Los avances en la elaboración de la cartografía náutica
En 1911, la instalación del alumbrado eléctrico en la Oficina Hidrográfica permitió la importación desde EE. UU. de cinco máquinas auxiliares de grabado, destinadas a grabar rosas, trazar y grabar márgenes, meridianos, paralelos, colorear de gris las partes de tierra, dividir las escalas, sombrear regiones de fango, grabar sondas y la calidad del fondo.
Años más tarde, con el advenimiento de la fotolitografía, se comenzaron a dibujar originales de cartas, sobre papeles especiales reforzados con género, lo cual facilitaba fundamentalmente las correcciones al dibujante.
Posteriormente, siempre como un adelanto dentro del concepto de proceso fotolitográfico, el dibujo cartográfico se realizó mediante lápiz y plumillas que empleaban tinta china directamente sobre planchas de zinc preparadas con pintura blanca al duco; del dibujo así terminado se sacaba un negativo fotográfico que luego servía para efectuar pruebas de revisión y, por supuesto, las correcciones que fueran del caso realizar, previo a la impresión de cada uno de los colores de la carta náutica sobre las planchas de zinc, que se ocuparían para obtener el número de copias deseadas con la prensa offset.
Este método de trabajo fue utilizado por un período aproximado de veinte años, hasta ser desplazado, a fines de la década de los sesenta, por el grabado de originales sobre láminas plásticas.

## Centenario del Primer Levantamiento Hidrográfico
El 28 de diciembre de 1934, el Departamento celebra en una significativa ceremonia, el centenario del inicio de la actividad hidrográfica nacional, inaugurando en dicha ocasión, una galería de ilustres marinos, que se distinguieron por prestar grandes servicios a la Hidrografía.
Este acontecimiento, dio lugar a la entrega de medallas conmemorativas para los sobrevivientes más antiguos de las campañas hidrográficas: Vicealmirante don Arturo Wilson y el Capitán de Fragata don Ramón Serrano M., en presencia del Comandante en Jefe de la Armada, Almirante don Olegario Reyes del Río y otras autoridades civiles y navales.

## Instalación del primer mareógrafo
Los estudios para instalar mareógrafos a lo largo de la costa de Chile, se remontan al año 1901, no obstante, solamente en el año 1908 logran instalarse dos, uno en Valparaíso y el otro en Puerto Montt, cuyo funcionamiento fue intermitente hasta 1913, cuando fueron retirados.
El año 1934, el Departamento de Navegación e Hidrografía informaba al Bureau Hidrográfico de Mónaco que recientemente se había iniciado el estudio de corrientes de marea, pero que debido a las condiciones económicas existentes no habían podido llevarse a cabo en forma continua.
También se señalaba que para esos efectos se estaba empleando el mismo procedimiento que empleaba en Gran Bretaña, un correntómetro en estación fija, efectuándose posteriormente el correspondiente análisis de las observaciones.
El año 1941, en virtud de un convenio con el Coast and Geodetic Survey de EE. UU., se inicia la instalación de mareógrafos automáticos a lo largo de nuestro litoral, comenzando por Valparaíso el 4 de abril. Esta fecha marca el inicio de las observaciones sistemáticas y permanentes de marea en el país. Con ello culminan, después de casi cuatro décadas, los proyectos y planes existentes sobre esta materia. Al año siguiente, se efectúa la instalación de los mareógrafos de Punta Arenas (enero) y Puerto Montt (febrero), cuyas observaciones, junto a las de Valparaíso permiten editar el año 1947, la primera “Tablas de Marea de la Costa de Chile”.
Más adelante, a estas tres estaciones pioneras, se irán sumando otras, tales como: Arica, Iquique, Antofagasta, Caldera, Hanga Piko, Coquimbo, Juan Fernández, Talcahuano, Puerto Williams y Puerto Soberanía (Territorio Chileno Antártico).

## Primer Buque Hidrográfico
Con fecha 5 de mayo de 1940, recala en Valparaíso, el que sería el primer buque hidrográfico de la Armada, que en homenaje al Padre de la Hidrografía, fue bautizado como “Vidal Gormaz”. Se trataba de un yate de recreo construido en Day Summer Co., Southampton, Inglaterra, denominado “Cynara”, y acondicionado como buque hidrográfico en los astilleros Thornycroft. Adquirido el 8 de marzo del mismo año, en 7.582 libras esterlinas por el Jefe de la Comisión Naval de Chile en Londres, Vicealmirante don Juan T. Gerken, a la Sra. Annie Louise Grahame White.
Se le instalaron un girocompás Sperry MK V y un ecosonda “Universal” tipo Almirantazgo MS XV, con registrador e indicador visual.
La actividad hidrográfica de esta Unidad se prolonga por espacio de once años (1941-1952), destinándose preferentemente a labores de sondaje y rebusca de bajos fondos.

## La orgánica de los años cincuenta
El 2 de marzo de 1954, por DS (M) N.º 296, se aprueba el Reglamento Orgánico del Departamento de Navegación e Hidrografía, que mantiene su dependencia de la Dirección del Litoral y de Marina Mercante y queda compuesta por tres secciones: Navegación, Hidrografía y Cartografía.
Dispone, además, que el Consejo Técnico, la Secretaría y la Contaduría queden con dependencia directa de la jefatura del Departamento; y el Archivo y Biblioteca y la imprenta, dependiente de la Subjefatura. Un par de años después, la Ley N.º 12.182 de 6 de octubre de 1956, modifica la organización de la Dirección del Litoral y de Marina Mercante, y establece nuevamente la dependencia del Servicio de Faros y Balizas del Departamento de Navegación e Hidrografía de la Armada, lo que se cumplió desde 1957. De este modo, todo lo concerniente a la navegación y sus ayudas, quedan bajo su responsabilidad.

## Nace la Subsección de Oceanografía y Mareas
En el Reglamento Orgánico del año 1954, aparece por primera vez considerada una Subsección de Oceanografía y Mareas dependiente de la Sección de Hidrografía, cuya función principal era “estudiar, recopilar y proporcionar los datos oficiales sobre mareas, corrientes, temperaturas, salinidad, oxigenación de las aguas, etc., y todo lo que tenga relación con la Oceanografía Dinámica en las costas de Chile”.
En el año 1957, se convierte en Sección de Oceanografía debido a que el Departamento de Navegación e Hidrografía tuvo que asumir representar al país durante el Año Geofísico Internacional.

## El Año Geofísico Internacional: impulso definitivo a la actividad oceanográfica
Desde la ejecución del primer trabajo hidrográfico realizado por la Armada, en diciembre de 1834, los estudios oceanográficos en Chile consistieron, principalmente, en observaciones de mareas, batimetría, estudios de corrientes superficiales en alta mar, en canales y bahías, temperaturas superficiales, observaciones meteorológicas y otras con incidencia en la seguridad de la navegación. No fue sino hasta la realización del Año Geofísico Internacional (AGI), en 1957, que el Departamento de Navegación e Hidrografía da comienzo a la investigación sostenida en el campo de la Oceanografía.
El AGI, considerado el mayor evento científico de todos los tiempos, se llevó a efecto durante el segundo semestre del año 1957 y todo el año 1958. Con el objeto de efectuar el más completo estudio de nuestro planeta, las investigaciones abarcaron todas las ramas de la ciencia.
El Departamento de Navegación e Hidrografía representó a Chile en el campo de la Oceanografía Física y a pesar de la escasez de medios generales y materiales con que contó, participó activamente en ese campo, efectuando una serie de observaciones oceanográficas a lo largo del litoral y en las islas esporádicas del archipiélago de Juan Fernández e isla de Pascua. Esta última de gran importancia debido a la ubicación de esta posesión chilena en el centro del océano Pacífico. Estas actividades se desarrollaron en combinación con el Instituto Scripps de Oceanografía de EE. UU., el cual facilitó parte del instrumental necesario para efectuar las observaciones. Asimismo, ampliando las tareas específicamente dispuestas, se efectuaron otros trabajos como la carta de isotermas superficiales y los perfiles isotérmicos entre el continente y la isla de Pascua.
El Año Geofísico Internacional tuvo también como resultado el Tratado Antártico, que en 1959 reservó la Antártica para la investigación científica con fines pacíficos. El acuerdo entró en vigor en el año 1961 y fue firmado por un total de 27 países. Cabe destacar, que la Armada de Chile había construido la primera base naval antártica en 1947.